# Mark Hummel

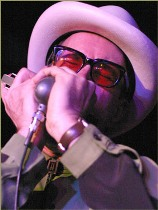
Mark Hummel

Mark Hummel (* 15. Dezember 1956 in New Haven, Connecticut) ist ein US-amerikanischer Mundharmonikaspieler.
Er wuchs in Los Angeles auf und entdeckte bereits in seiner Jugend die Leidenschaft für den Blues. Bluesharper wie Little Walter, James Cotton und Sonny Boy Williamson waren seine Vorbilder. Im Alter von 16 Jahren zog er nach Berkeley, California, wo er begann, mit lokalen Bluesmusikern wie Cool Papa, Boogie Jake, Mississippi Johnny Waters and Sonny Lane zusammen zu spielen.
1980 gründete er die Band The Blues Survivors. Nachdem 1985 die erste Platte auf den Markt gekommen war, begann er mit seiner Band durch die gesamte USA, Kanada und Teile Europas zu touren. Er spielte zusammen mit Charlie Musselwhite, Brownie McGhee, Lowell Fulson und Eddie Taylor.
Von Plattenaufnahmen unterbrochen, ist Mark Hummel seit 1988 durchgehend auf Tournee.
Er spielte auf verschiedenen Bluesfestivals, wie zum Beispiel beim San Francisco Blues Festival, Chicago Blues Festival, King Biscuit Blues Festival, Waterfront Blues Festival, Monterey Jazz Festival und war auch Jury-Mitglied bei den Hohner Harmonica World Championships in Deutschland.
Seit 1991 organisiert, produziert und gestaltet er seine alljährlichen Blues Harmonica Blowouts. An dieser Veranstaltungsreihe haben weitere Musiker der US-Bluesharps-Szene teilgenommen wie z. B. Charlie Musselwhite, James Cotton, Kim Wilson, RJ Mischo, James Harman und Annie Raines.
Im April 2008 kam er zusammen mit seiner Band „The Blues Survivors“ - Rusty Zinn (g), Bob Welsh (b, g, p) und Marty Dodson (d) - zur „1. German Blues Harmonica Blowout Tour“ nach Deutschland. Seine deutsche Booking Agentur „Crossroadblues Agency“ konnte für diese Blowouts die drei Bluesharper Steve Baker, Keith Dunn und Doug Jay verpflichten.
Im November 2013 kam Hummel erneut auf eine Europa-/Deutschland-Tournee die unter dem Motto „Golden State - Lone Star Revue“ stattfand. Das Thema war die Verschmelzung des „West Coast/California Blues“ (Golden State) mit dem „Texas Blues“ (Lone Star). Die mit ihm auf Tour gekommenen Musiker repräsentierten diese beiden US-Bundesstaaten: Hummel (Mundharmonika/Gesang), Little Charlie Baty (Gitarre) und RW Grigsby (Bass) standen für den West Coast Blues und Anson Funderburgh (Gitarre) sowie Wes Starr (Drums) für den rhythmus-orientierten Texas Blues.

## Diskographie (Auswahl)
- The Hustle Is Really On (2014)
- Unplugged - Back Porch Music (2011)
- Retro-Active (2009)
- Mark Hummel's Blues Harmonica Blowouts: Still Here and Gone (Bluesharmonica Blowouts 1993 bis 2007)
- Ain't Easy No More (2006)
- Odds & Ends (Early recordings 1982-2006) (2006)
- Rolling Fork Revisited (mit Johnny Dyer) (Mark Hummel und John Dyer spielen Muddy Waters)
- Blues Harp Meltdown 3 Doppel-CDs (mit Kim Wilson, Rick Estrin, James Harman, Billy Branch, Gary Primich, Johnny Dyer, Paul Rischell & Annie Raines, Gary Smith, RJ Mischo & Frank Goldwasser, Carey Bell, Lazy Lester, Steve Freund, Phil Wiggins, John Cephas & Willie „Big Eyes“ Smith)
- Married To The Blues (Rusty Zinn, Duke Robillard Gitarre Mark Hummel, Charlie Musselwhite Harmonika)
- Heart of Chicago (1997)